# Фанерозоик
Фанерозоик је најмлађи еон у геохронолошкој подели историје Земље. Рачуна се да је почео пре око 545 милиона година, а траје и данас. Фанерозоик је обележен богатством и разноврношћу биљног и животињског света. Као почетак фанерозоика узето је време када су се први пут појавиле животиње са љуштуром. Фанерозоик је подељен на три ере: палеозоик, мезозоик и кенозоик. Прва периода палеозоика назива се камбријум, па се по томе време пре фанерозоика назива прекамбријум.

## Етимологија
Термин фанерозоик потиче од старогрчких речи φανερός (phanerós), што значи видљиво, и ζωή (zōḗ), што значи живот; пошто се некада веровало да је живот почео у камбријуму, првом периоду овог еона. Термин „фанерозоик“ сковао је 1930. амерички геолог Џорџ Халкот Чедвик (1876–1953).

## Протерозојско-фанерозојска граница
Протерозојско-фанерозојска граница је пре 538.8 милиона година. У 19. веку, граница је постављена у време појаве првих фосила животиња у изобиљу (метазоа), али је идентификовано неколико стотина група (таксона) метазоа претходног протерозојског еона од када је систематско проучавање ових облика почело tokom 1950-их.

## Ере фанерозоика
Фанерозоик је подељен на три ере: палеозоик, мезозоик и кенозоик, које су даље подељене на 12 периода. Палеозоик карактерише еволуцију риба, водоземаца и гмизаваца. Мезозоик карактерише еволуција гуштера, крокодила, змија, корњача, сисара и диносауруса (укључујући птице). Кенозоик почиње изумирањем нептичјих диносауруса и карактерише еволуцију великог диверзитета код птица и сисара. Људи су се појавили и еволуирали током најновијег дела кенозоика.

### Палеозојска ера
Палеозоик је време у историји Земље када су еволуирали сложени облици живота, први удахнули кисеоник на сувом и када су претече вишећелијског живота на Земљи почеле да се диверзификују. У палеозојској ери постоји шест периода: камбријум, ордовицијум, силур, девон, карбон и перм.

#### Камбријумски период
Камбријум је први период палеозојске ере и трајао је од пре 541 милиона до 485 милиона година. Камбријум је изазвао брзу експанзију разноликости животиња, у догађају познатом као камбријска експлозија, током којег је еволуирао највећи број планова животињског тела у једном периоду у историји Земље. Сложене алге су еволуирале, а фауном су доминирали оклопни зглавкари, као што су трилобити. Скоро сви раздели морских животиња еволуирали су у овом периоду. Током овог времена, суперконтинент Панотија је почео да се распада, и његов већи део се касније поново комбиновао у суперконтинент Гондвана.

#### Ордовицијумски период
Ордовицијум се протеже од пре 485 милиона до 444 милиона година. Ордовицијум је био време у историји Земље у којем су многе групе које и данас преовладавају еволуирале или диверзификовале се, као што су примитивни главоношци, рибе и корали. Овај процес је познат као велики ордовицијумски догађај биодиверзификације, или GOBE. Трилобити су почели да бивају замењени зглобним брахиоподима, а и криноиди су постајали све важнији део фауне. Први зглавкари испузали су на обалу да колонизују Гондвану, континент без животињског света. До краја ордовицијума, Гондвана се померила са екватора на Јужни пол, а Лаурентија се сударила са Балтиком, затворивши океан Јапетус. Глацијација Гондване је резултирала великим падом нивоа мора, убијајући сав живот који је настао дуж њене обале. Глацијација је створила ледену Земљи, што је довело до ордовицијско-силурског изумирања, током којег је изумрло 60% морских бескичмењака и 25% породица. Иако једно од најсмртоноснијих масовних изумирања у историји Земље, О-С изумирање није изазвало дубоке еколошке промене између периода.

#### Силурски период
Силур је трајао од пре 444 милиона до 419 милиона година, током кога је дошло до загревања од ледене Земље. У овом периоду дошло је до масовне еволуције риба, при чему су рибе без чељусти постале бројније, и ране чељусне и слатководне рибе су се појавиле у фосилним записима. Чланконожци су остали у изобиљу, а неке групе, као што су еуриптериди, постале су вршне грабљивице. Потпуно копнени живот успоставио се на копну, укључујући ране паучњаке, гљиве и стоноге (многоноге чланконошце). Еволуција васкуларних биљака, као што је Cooksonia, омогућила је биљкама да стекну упориште и на копну. Ове ране копнене биљке су претече свих биљака на копну. Током овог времена постојала су четири континента: Гондвана (Африка, Јужна Америка, Аустралија, Антарктик, Индија), Лаурентија (Северна Америка са деловима Европе), Балтика (остатак Европе) и Сибирија (Северна Азија).